# Liste der Kulturdenkmale in Nobitz
In der Liste der Kulturdenkmale in Nobitz sind die Kulturdenkmale der ostthüringischen Gemeinde Nobitz im Landkreis Altenburger Land und ihrer Ortsteile aufgelistet. Diese Liste basiert auf der Denkmalliste der Unteren Denkmalschutzbehörde des Landkreises mit Stand vom 10. August 2015. Die hier veröffentlichte Liste besitzt informativen Charakter und ist nicht rechtsverbindlich. Insbesondere können in Einzelfällen auch Objekte Kulturdenkmal sein, die (noch) nicht in der Liste enthalten sind. Ergänzt wird diese Darstellung in einem separaten Abschnitt um ehemalige Denkmale.

## Bornshain
| Bild                                    | Bezeichnung                         | Lage              | Datierung | Beschreibung                           | ID |
| --------------------------------------- | ----------------------------------- | ----------------- | --------- | -------------------------------------- | -- |
| weitere Bilder Fotos hochladen          | Kirche mit Ausstattung und Kirchhof | Bornshain (Karte) |           |                                        |    |
| Direkt Bild zu diesem Denkmal hochladen | Vierseithof                         | Bornshain 6       |           |                                        |    |
| Direkt Bild zu diesem Denkmal hochladen | Schule                              | Bornshain 12      |           |                                        |    |
| Direkt Bild zu diesem Denkmal hochladen | Gasthof                             | Bornshain 28      |           | ehem. Schmiede und Gasthof mit Saalbau |    |

## Burkersdorf
| Bild                                    | Bezeichnung | Lage           | Datierung | Beschreibung | ID |
| --------------------------------------- | ----------- | -------------- | --------- | ------------ | -- |
| Direkt Bild zu diesem Denkmal hochladen | Vierseithof | Burkersdorf 15 |           |              |    |

## Ehrenhain
| Bild                                    | Bezeichnung    | Lage                         | Datierung | Beschreibung                                                              | ID |
| --------------------------------------- | -------------- | ---------------------------- | --------- | ------------------------------------------------------------------------- | -- |
| weitere Bilder Fotos hochladen          | Schloss        | Am Schloss 3 (Karte)         |           | Schloss Ehrenhain, ehemaliges Rittergut mit Park und Teich, danach Schule |    |
| weitere Bilder Fotos hochladen          | Kirche         | Waldenburger Straße (Karte)  |           | Kirche mit Ausstattung und Kirchhof                                       |    |
| weitere Bilder Fotos hochladen          | Kriegerdenkmal | Waldenburger Straße (Kirche) |           | Obelisk, Inschrift 1914–1918; Max Edel, Ehrenhain 1921                    |    |
| Fotos hochladen                         | Vierseithof    | Waldenburger Straße 33       |           | Hof Bauch, Stallgebäude Inschrift 1648                                    |    |
| Direkt Bild zu diesem Denkmal hochladen | Pfarrhof       | Waldenburger Straße 40/40a   |           | Inschrift 1732                                                            |    |

## Engertsdorf
| Bild                                    | Bezeichnung             | Lage                | Datierung | Beschreibung                                                 | ID |
| --------------------------------------- | ----------------------- | ------------------- | --------- | ------------------------------------------------------------ | -- |
| Direkt Bild zu diesem Denkmal hochladen | Historische Puppenbühne | Karl-Marx-Straße 3a |           | Hinteruhlmannsdorfer Komödiantenhof mit Puppenbühne von 1917 |    |

## Flemmingen
| Bild                           | Bezeichnung | Lage                  | Datierung | Beschreibung | ID |
| ------------------------------ | ----------- | --------------------- | --------- | ------------ | -- |
| weitere Bilder Fotos hochladen | Kirche      | Flemmingen (Karte)    |           |              |    |
| BW                             | Torhaus     | Flemmingen 16 (Karte) |           |              |    |

## Frohnsdorf
| Bild                           | Bezeichnung | Lage                  | Datierung | Beschreibung                                                                          | ID |
| ------------------------------ | ----------- | --------------------- | --------- | ------------------------------------------------------------------------------------- | -- |
| weitere Bilder Fotos hochladen | Viadukt     | (Karte)               | 1899      | Wiesebacher Brücke, Teil der stillgelegten Bahnstrecke Altenburg–Langenleuba-Oberhain |    |
| weitere Bilder Fotos hochladen | Dorfkirche  | Dorfstraße (Karte)    |           |                                                                                       |    |
| Fotos hochladen                | Vierseithof | Dorfstraße 21 (Karte) |           |                                                                                       |    |

## Garbus
| Bild                                    | Bezeichnung | Lage           | Datierung | Beschreibung                                             | ID |
| --------------------------------------- | ----------- | -------------- | --------- | -------------------------------------------------------- | -- |
| Direkt Bild zu diesem Denkmal hochladen | Vierseithof | An der Grube 1 |           | Kirche mit Ausstattung, Kirchhof, Kriegerdenkmal         |    |
| Direkt Bild zu diesem Denkmal hochladen | Gehöft      | An der Grube 5 |           | Wohnhaus und Nebengebäude eines ehemaligen Vierseithofes |    |
| Direkt Bild zu diesem Denkmal hochladen | Gehöft      | An der Grube 7 |           | ehem. Vierseithof                                        |    |

## Gardschütz
| Bild                                    | Bezeichnung                   | Lage           | Datierung | Beschreibung                                                               | ID |
| --------------------------------------- | ----------------------------- | -------------- | --------- | -------------------------------------------------------------------------- | -- |
| Direkt Bild zu diesem Denkmal hochladen | Brücke                        | Gardschütz     |           | genietete Eisenfachwerk-Fußgängerbrücke über die Pleiße und den Mühlgraben |    |
| Direkt Bild zu diesem Denkmal hochladen | Getreidespeicher mit Wohnhaus | Zum Kornhaus 7 |           |                                                                            |    |

## Gieba
| Bild                                    | Bezeichnung    | Lage           | Datierung | Beschreibung | ID |
| --------------------------------------- | -------------- | -------------- | --------- | --- | -- |
| weitere Bilder Fotos hochladen          | Kirche         | Gieba (Karte)  |           | Kirche mit Ausstattung, Kirchhof, Kriegerdenkmal                                                                    |    |
| Direkt Bild zu diesem Denkmal hochladen | Kriegerdenkmal | Gieba (Kirche) |           | 1914–1918; Postament (Kunststein), darauf Zweig mit Schwert und Stahlhelm, Inschrift, 1946 Veränderungen vorgesehen |    |
| Fotos hochladen                         | Fachwerkhaus   | Gieba 10       |           | Ständerbau 1564/65                                                                                                  |    |
| Direkt Bild zu diesem Denkmal hochladen | Pfarrhof       | Gieba 16       |           | |    |
| Direkt Bild zu diesem Denkmal hochladen | Gehöft         | Gieba 19       |           | Hakenhof, Wohnhaus mit Nebengelass                                                                                  |    |

## Großmecka
| Bild                                    | Bezeichnung | Lage              | Datierung | Beschreibung                        | ID |
| --------------------------------------- | ----------- | ----------------- | --------- | ----------------------------------- | -- |
| weitere Bilder Fotos hochladen          | Kirche      | Großmecka (Karte) |           | Kirche mit Ausstattung und Kirchhof |    |
| Direkt Bild zu diesem Denkmal hochladen | Wassermühle | Großmecka 5       |           | Mühlengehöft mit Ausstattung        |    |
| Direkt Bild zu diesem Denkmal hochladen | Vierseithof | Großmecka 6       |           |                                     |    |

## Gösdorf
| Bild                                    | Bezeichnung | Lage       | Datierung | Beschreibung                                 | ID |
| --------------------------------------- | ----------- | ---------- | --------- | -------------------------------------------- | -- |
| Direkt Bild zu diesem Denkmal hochladen | Wohnhaus    | Gösdorf 10 |           | wohl 1866                                    |    |
| Direkt Bild zu diesem Denkmal hochladen | Gehöft      | Gösdorf 16 |           | ehem. Vierseithof ohne Neubau Eigenheim      |    |
| Direkt Bild zu diesem Denkmal hochladen | Wohnhaus    | Gösdorf 28 |           | Häuslerkate mit Bohlenstube und Nebengebäude |    |

## Hauersdorf
| Bild                                    | Bezeichnung | Lage                | Datierung | Beschreibung                     | ID |
| --------------------------------------- | ----------- | ------------------- | --------- | -------------------------------- | -- |
| Direkt Bild zu diesem Denkmal hochladen | Gehöft      | Dippelsdorfer Weg 1 |           | Dreiseithof, Inschrift 1823/1825 |    |

## Heiligenleichnam
Bodendenkmale

| Bild                                    | Bezeichnung | Lage             | Datierung | Beschreibung                      | ID |
| --------------------------------------- | ----------- | ---------------- | --------- | --------------------------------- | -- |
| Direkt Bild zu diesem Denkmal hochladen | Kapelle     | Heiligenleichnam |           | Standort einer ehemaligen Kapelle |    |

Einzeldenkmale

| Bild                                    | Bezeichnung | Lage                | Datierung | Beschreibung | ID |
| --------------------------------------- | ----------- | ------------------- | --------- | ------------ | -- |
| Direkt Bild zu diesem Denkmal hochladen | Vierseithof | Heiligenleichnam 10 |           |              |    |

## Jückelberg
| Bild                           | Bezeichnung | Lage               | Datierung | Beschreibung | ID |
| ------------------------------ | ----------- | ------------------ | --------- | ------------ | -- |
| weitere Bilder Fotos hochladen | Steinkreuz  | Dorfstraße (Karte) |           |              |    |

## Kaimnitz
| Bild                                    | Bezeichnung    | Lage     | Datierung | Beschreibung | ID |
| --------------------------------------- | -------------- | -------- | --------- | ------------ | -- |
| Direkt Bild zu diesem Denkmal hochladen | Wegweiserstein | Kaimnitz |           |              |    |

## Klausa
| Bild                                    | Bezeichnung | Lage               | Datierung | Beschreibung | ID |
| --------------------------------------- | ----------- | ------------------ | --------- | --- | -- |
| Direkt Bild zu diesem Denkmal hochladen | Wohnhaus    | Am Leinawald 1     |           | Schweizerhaus (Holzhaus) |    |
| Direkt Bild zu diesem Denkmal hochladen | Wohnhaus    | Am Leinawald 13    |           | Klinkerhaus um 1900 |    |
| Direkt Bild zu diesem Denkmal hochladen | Wohnhaus    | Am Leinawald 16    |           | Jugendstilvilla, 1907 |    |
| Direkt Bild zu diesem Denkmal hochladen | Wohnhaus    | Am Leinawald 25/26 |           | Doppelwohnhaus um 1900 |    |
| Direkt Bild zu diesem Denkmal hochladen | Wohnhaus    | Am Leinawald 30    |           | Wohnhaus mit Ausstattung und Gartengrundstück; Villa Schmidt (Wollfabrik Schmidt, Altenburg und Kotteritz); ehem. Kinderheim |    |

## Kotteritz
| Bild                                    | Bezeichnung      | Lage                                                            | Datierung | Beschreibung | ID |
| --------------------------------------- | ---------------- | --------------------------------------------------------------- | --------- | --- | -- |
| weitere Bilder Fotos hochladen          | Eisenbahnviadukt | Kotteritz (Karte)                                               | 1899      | Flutunterführung zur Pleiße, Teil der stillgelegten Bahnstrecke Altenburg–Langenleuba-Oberhain |    |
| Direkt Bild zu diesem Denkmal hochladen | Kriegerdenkmal   | Paditzer Straße (Ortsausgang Rtg. Altenburg)                    |           | Tafel auf Bruchsteinmauer, Inschrift; 1914–1918, Steinmetz Schmidt, Nobitz 1923 |    |
| Direkt Bild zu diesem Denkmal hochladen | Wegweiserstein   | Paditzer Straße/Kotteritzer Straße (Kreuzung östl. Ortsausgang) |           | |    |
| BW                                      | Gehöft           | Paditzer Straße 10 (Karte)                                      |           | ehem. Vierseithof |    |
| weitere Bilder Fotos hochladen          | Bahnhof          | Paditzer Straße 15 (Karte)                                      |           | Bahnhofsanlage: Bahnhof Nobitz, Empfangsgebäude, Toilettengebäude, 2 Lagerschuppen und Laderampe |    |
| Fotos hochladen                         | Werksiedlung     | Werksiedlung 1–29                                               |           | Siedlung für die Beschäftigten der Altenburger Wollspinnerei, Gartenstadt von Martin Dülfer und Max Wagenbreth aus den Jahren 1913/14; Verwaltungs- und Wohngebäude einschließlich bauzeitlicher wandfester Ausstattung; Shedhalle mit Endfertigung und Färberei; Verbindungsbau (Torhaus) mit wandfester Ausstattung; Freifläche mit Erdwall |    |
| Fotos hochladen                         | Wollspinnerei    | Werksiedlung 30                                                 |           | Altenburger Wollspinnerei (Verwaltungs- und Produktionsgebäude); Martin Dülfer |    |

## Kraschwitz
| Bild                                    | Bezeichnung | Lage                | Datierung | Beschreibung                                                       | ID |
| --------------------------------------- | ----------- | ------------------- | --------- | ------------------------------------------------------------------ | -- |
| Fotos hochladen                         | Vierseithof | Bockaer Straße 4    |           | Amtsvorwerk                                                        |    |
| Direkt Bild zu diesem Denkmal hochladen | Wohnhaus    | Bockaer Straße 7    |           | Fachwerkhaus mit Bohlenstube                                       |    |
| weitere Bilder Fotos hochladen          | Kirche      | Kirchstraße (Karte) |           | Kirche St. Maria, Jakobus und Barbara mit Ausstattung und Kirchhof |    |
| Direkt Bild zu diesem Denkmal hochladen | Gehöft      | Kirchstraße 10      |           | Winkelhof wohl 1784                                                |    |
| Direkt Bild zu diesem Denkmal hochladen | Gehöft      | Wiesenweg 1         |           | Dreiseithof                                                        |    |

## Lehndorf
| Bild                                    | Bezeichnung | Lage          | Datierung | Beschreibung              | ID |
| --------------------------------------- | ----------- | ------------- | --------- | ------------------------- | -- |
| Direkt Bild zu diesem Denkmal hochladen | Gehöft      | Winkelgasse 2 |           | Dreiseithof mit Toranlage |    |

## Maltis
| Bild                                    | Bezeichnung    | Lage             | Datierung | Beschreibung                                                              | ID |
| --------------------------------------- | -------------- | ---------------- | --------- | ------------------------------------------------------------------------- | -- |
| weitere Bilder Fotos hochladen          | Kirche         | Maltis (Karte)   |           | St.-Anna-Kirche mit Ausstattung und Kirchhof                              |    |
| Direkt Bild zu diesem Denkmal hochladen | Kriegerdenkmal | Maltis           |           | Postament mit Stahlhelm, Schwert, Kanonenkugel, Eisernem Kreuz; 1914–1918 |    |
| Direkt Bild zu diesem Denkmal hochladen | Pfarrhof       | Maltis 2         |           |                                                                           |    |
| Fotos hochladen                         | Gehöft         | Maltis 3 (Karte) |           | beachtliches Torhaus                                                      |    |
| Direkt Bild zu diesem Denkmal hochladen | Rittergut      | Maltis 17        |           | ehem. Rittergut, Vierseithof mit Teich                                    |    |

## Mockern
Einzeldenkmale

| Bild                                    | Bezeichnung  | Lage                         | Datierung | Beschreibung                                                                          | ID |
| --------------------------------------- | ------------ | ---------------------------- | --------- | ------------------------------------------------------------------------------------- | -- |
| Direkt Bild zu diesem Denkmal hochladen | Vierseithof  | Mittelgasse 4/6              |           |                                                                                       |    |
| Direkt Bild zu diesem Denkmal hochladen | Brücke       | Mühlenstraße                 |           | Pleißenbrücke                                                                         |    |
| Direkt Bild zu diesem Denkmal hochladen | Mühlengehöft | Mühlenstraße 15/17/18        |           | ehem. Wassermühle mit Mühlgraben                                                      |    |
| weitere Bilder Fotos hochladen          | Kirche       | Zschechwitzer Straße (Karte) |           | Kirche St. Georg mit Ausstattung und Kirchhof (Friedhof) mit Einfriedung (Mauer, Tor) |    |
| Fotos hochladen                         | Wohnhaus     | Zschechwitzer Straße 17      |           | Wohnhaus eines ehem. Vierseithofes, ohne Stallgebäude                                 |    |

## Münsa
| Bild                                    | Bezeichnung  | Lage             | Datierung | Beschreibung                                                                                       | ID |
| --------------------------------------- | ------------ | ---------------- | --------- | -------------------------------------------------------------------------------------------------- | -- |
| Direkt Bild zu diesem Denkmal hochladen | Gasthof      | Am Mühlgraben 3  |           | Bohlendecke des Gasthofs, Abbruch Saal 2003                                                        |    |
| Direkt Bild zu diesem Denkmal hochladen | Mühlengehöft | Am Mühlgraben 20 |           | Industriemühle, ehem. Wassermühle                                                                  |    |
| Direkt Bild zu diesem Denkmal hochladen | Vierseithof  | Am Mühlgraben 27 |           | ehem. Rittergut, Domäne des Bergerklosters, seit 1878 privat, 1905 Brand, Wohnhaus mit Bohlenstube |    |

## Niederleupten
| Bild                                    | Bezeichnung | Lage          | Datierung | Beschreibung                                 | ID |
| --------------------------------------- | ----------- | ------------- | --------- | -------------------------------------------- | -- |
| Direkt Bild zu diesem Denkmal hochladen | Wohnhaus    | Hauptstraße 1 |           | Umgebindehaus, Bohlenstube, 1877 Inschrift   |    |
| Direkt Bild zu diesem Denkmal hochladen | Gehöft      | Hauptstraße 5 |           | Wohnhaus 1894, Pferdestall 1755 und Torbogen |    |
| Direkt Bild zu diesem Denkmal hochladen | Gehöft      | Hauptstraße 6 |           | Dreiseithof                                  |    |

## Nirkendorf
| Bild                           | Bezeichnung      | Lage               | Datierung | Beschreibung                                                                              | ID |
| ------------------------------ | ---------------- | ------------------ | --------- | ----------------------------------------------------------------------------------------- | -- |
| weitere Bilder Fotos hochladen | Eisenbahnviadukt | Nirkendorf (Karte) | 1899      | Nirkendorfer Talbrücke, Teil der stillgelegten Bahnstrecke Altenburg–Langenleuba-Oberhain |    |

## Nobitz
Bodendenkmale

| Bild                                    | Bezeichnung | Lage      | Datierung | Beschreibung | ID |
| --------------------------------------- | ----------- | --------- | --------- | ------------ | -- |
| Direkt Bild zu diesem Denkmal hochladen | Hügelgräber | Leinawald |           |              |    |
| Direkt Bild zu diesem Denkmal hochladen | Wasserburg  | Teich     |           | Der Waal     |    |

Einzeldenkmale

| Bild                                    | Bezeichnung | Lage                          | Datierung | Beschreibung | ID |
| --------------------------------------- | ----------- | ----------------------------- | --------- | --- | -- |
| Fotos hochladen                         | Herrenhaus  | Bachstraße 1 (Karte)          |           | Gemeindeverwaltung, Pächterhaus des ehem. Rittergutes, 1881                                                                 |    |
| BW                                      | Vierseithof | Kirchgasse 2 (Karte)          |           | |    |
| weitere Bilder Fotos hochladen          | Kirche      | Kirchgasse 4 (Karte)          |           | Kirche mit Ausstattung, Kirchhof, Kriegerdenkmal (Postament mit Eisernem Kreuz, Inschrift; 1914–1918; 1919) und Einfriedung |    |
| BW                                      | Pfarrhaus   | Kirchgasse 5 (Karte)          |           | Pfarramt: Pfarrhaus, Nebengebäude, Garten und Einfriedung                                                                   |    |
| Direkt Bild zu diesem Denkmal hochladen | Backhaus    | Kotteritzer Straße            |           | Gemeindebackhaus errichtet 1722                                                                                             |    |
| BW                                      | Wohnhaus    | Kotteritzer Straße 24 (Karte) |           | |    |

## Oberarnsdorf
| Bild                                    | Bezeichnung | Lage               | Datierung | Beschreibung | ID |
| --------------------------------------- | ----------- | ------------------ | --------- | --- | -- |
| weitere Bilder Fotos hochladen          | Kirche      | Ringstraße (Karte) |           | Kirche mit Ausstattung, Kirchhof und Einfriedung; Kriegerdenkmal (Postament mit Eisernem Kreuz und Helm, Inschrift; 1914–1918, Max Edel, Ehrenhain) |    |
| Direkt Bild zu diesem Denkmal hochladen | Pfarrhaus   | Ringstraße 1       |           | |    |
| Direkt Bild zu diesem Denkmal hochladen | Gehöft      | Ringstraße 2       |           | ehem. Vierseithof |    |
| Direkt Bild zu diesem Denkmal hochladen | Wohnhaus    | Ringstraße 14      |           | ehem. Dreiseithof |    |
| Direkt Bild zu diesem Denkmal hochladen | Vierseithof | Ringstraße 20/20a  |           | |    |
| Direkt Bild zu diesem Denkmal hochladen | Wohnhaus    | Ringstraße 27      |           | Häuslerhaus |    |
| Direkt Bild zu diesem Denkmal hochladen | Wohnhaus    | Ringstraße 29      |           | Häuslerhaus mit Backofen |    |

## Oberleupten
| Bild                                    | Bezeichnung | Lage          | Datierung | Beschreibung                                | ID |
| --------------------------------------- | ----------- | ------------- | --------- | ------------------------------------------- | -- |
| Fotos hochladen                         | Brunnen     | Dorfstraße    |           | Dorfbrunnen von 1813                        |    |
| Direkt Bild zu diesem Denkmal hochladen | Trafo       | Dorfstraße    |           |                                             |    |
| Direkt Bild zu diesem Denkmal hochladen | Villa       | Dorfstraße 1  |           | Villa mit Gartenmauer (Bruchstein), um 1910 |    |
| Direkt Bild zu diesem Denkmal hochladen | Gehöft      | Dorfstraße 9  |           |                                             |    |
| Direkt Bild zu diesem Denkmal hochladen | Gehöft      | Dorfstraße 14 |           | um 1740?                                    |    |

## Podelwitz
| Bild                                    | Bezeichnung    | Lage                    | Datierung | Beschreibung                                                                                    | ID |
| --------------------------------------- | -------------- | ----------------------- | --------- | ----------------------------------------------------------------------------------------------- | -- |
| Direkt Bild zu diesem Denkmal hochladen | Kriegerdenkmal | Podelwitz (vor Gasthof) |           | Stele (Tafel aus Kunststein) mit Stahlhelm, Inschrift; 1914–1918; 1946 Veränderungen vorgesehen |    |
| Direkt Bild zu diesem Denkmal hochladen | Vierseithof    | Podelwitz 3             |           | Vierseithof mit Umgebinde-Wohnhaus                                                              |    |
| Direkt Bild zu diesem Denkmal hochladen | Vierseithof    | Podelwitz 13            |           |                                                                                                 |    |
| Fotos hochladen                         | Vierseithof    | Podelwitz 18            |           | Vierseithof mit bemerkenswertem Torhaus                                                         |    |
| Fotos hochladen                         | Rittergut      | Podelwitz 48            |           | ehem. Rittergut; ehem. Vierseithof mit Herrenhaus von 1706                                      |    |

## Priefel
| Bild                                    | Bezeichnung | Lage        | Datierung | Beschreibung                                                               | ID |
| --------------------------------------- | ----------- | ----------- | --------- | -------------------------------------------------------------------------- | -- |
| Direkt Bild zu diesem Denkmal hochladen | Scheune     | Am Gut      |           | Gehöft: Scheune (heute Getreidelager); ehem. Staatsgut, Abbruch Herrenhaus |    |
| Direkt Bild zu diesem Denkmal hochladen | Gehöft      | Am Gut 2/2a |           | Gehöft mit Wasserturm                                                      |    |

## Runsdorf
| Bild                                    | Bezeichnung    | Lage                   | Datierung | Beschreibung                                                         | ID |
| --------------------------------------- | -------------- | ---------------------- | --------- | -------------------------------------------------------------------- | -- |
| Direkt Bild zu diesem Denkmal hochladen | Kriegerdenkmal | Runsdorf (vor Gasthof) |           | Findling mit Adler, Inschrift; 1914–1918; 1946 Veränderungen geplant |    |
| Direkt Bild zu diesem Denkmal hochladen | Schule         | Runsdorf 25            |           | jetzt Bauhof                                                         |    |

## Saara
| Bild                           | Bezeichnung                             | Lage                 | Datierung | Beschreibung                                      | ID |
| ------------------------------ | --------------------------------------- | -------------------- | --------- | ------------------------------------------------- | -- |
| weitere Bilder Fotos hochladen | [[Christophoruskirche (Saara)\|Kirche]] | Saara (Karte)        |           | Kirche St. Christoph mit Ausstattung und Friedhof |    |
| BW                             | Pfarrhof                                | Saara 15/15a (Karte) |           |                                                   |    |

## Taupadel
| Bild                                    | Bezeichnung    | Lage        | Datierung | Beschreibung                                                                      | ID |
| --------------------------------------- | -------------- | ----------- | --------- | --------------------------------------------------------------------------------- | -- |
| Direkt Bild zu diesem Denkmal hochladen | Kriegerdenkmal | Taupadel    |           | Postament mit Stahlhelm, Lorbeerkranz, Eisernem Kreuz, Inschrift; 1914–1918; 1920 |    |
| Direkt Bild zu diesem Denkmal hochladen | Gehöft         | Taupadel 7  |           | Dreiseithof mit Toranlage                                                         |    |
| Direkt Bild zu diesem Denkmal hochladen | Vierseithof    | Taupadel 9  |           |                                                                                   |    |
| Direkt Bild zu diesem Denkmal hochladen | Vierseithof    | Taupadel 12 |           |                                                                                   |    |
| Direkt Bild zu diesem Denkmal hochladen | Wohnhaus       | Taupadel 23 |           | Kleinbauernhaus mit Gartengrundstück                                              |    |

## Tautenhain
| Bild                                    | Bezeichnung | Lage         | Datierung | Beschreibung | ID |
| --------------------------------------- | ----------- | ------------ | --------- | ------------ | -- |
| Direkt Bild zu diesem Denkmal hochladen | Wohnhaus    | Tautenhain 8 |           | Häuslerkate  |    |

## Wilchwitz
| Bild                                    | Bezeichnung | Lage               | Datierung | Beschreibung                           | ID |
| --------------------------------------- | ----------- | ------------------ | --------- | -------------------------------------- | -- |
| Fotos hochladen                         | Forsthaus   | An der Försterei 1 |           | seit 1805 herzogliches Kammerforsthaus |    |
| Direkt Bild zu diesem Denkmal hochladen | Gehöft      | Mittelstraße 6     |           | ehem. Vierseithof, um 1750             |    |
| Direkt Bild zu diesem Denkmal hochladen | Wohnhaus    | Mittelstraße 13    |           | Fachwerkhaus                           |    |
| Direkt Bild zu diesem Denkmal hochladen | Gehöft      | Mittelstraße 23    |           | Dreiseithof, bez. 1865                 |    |
| Direkt Bild zu diesem Denkmal hochladen | Wohnhaus    | Remsaer Straße 16  |           | 1930er Jahre                           |    |

## Wolperndorf
Denkmalensemble

| Bild                           | Bezeichnung           | Lage                | Datierung | Beschreibung                                                                                             | ID |
| ------------------------------ | --------------------- | ------------------- | --------- | --- | -- |
| weitere Bilder Fotos hochladen | Historischer Ortskern | Wolperndorf (Karte) |           | Reihendorf mit intakter hofanschließender Waldhufenflur (Fadendorf), Vierseithöfe und St. Walburgakirche |    |

## Zehma
| Bild                                    | Bezeichnung    | Lage                      | Datierung | Beschreibung                                                                | ID |
| --------------------------------------- | -------------- | ------------------------- | --------- | --------------------------------------------------------------------------- | -- |
| weitere Bilder Fotos hochladen          | Kriegerdenkmal | Zehma (Dorfplatz) (Karte) |           | Postament mit Eisernem Kreuz, Inschrift; 1914–1918                          |    |
| Direkt Bild zu diesem Denkmal hochladen | Wohnhaus       | Zehma 4                   |           | Wohnhaus eines ehem. Gehöfts mit Garten und Einfriedung; jetzt Kindergarten |    |

## Ziegelheim
| Bild                                    | Bezeichnung             | Lage                   | Datierung | Beschreibung | ID |
| --------------------------------------- | ----------------------- | ---------------------- | --------- | ------------ | -- |
| Direkt Bild zu diesem Denkmal hochladen | Gasthof                 | August-Bebel-Straße 45 |           | Vierseithof  |    |
| weitere Bilder Fotos hochladen          | Marien-Wallfahrtskirche | Schulgasse (Karte)     |           |              |    |
| Fotos hochladen                         | Pfarrhof                | Schulgasse 19          |           |              |    |

## Zumroda
| Bild                                    | Bezeichnung | Lage            | Datierung | Beschreibung                           | ID |
| --------------------------------------- | ----------- | --------------- | --------- | -------------------------------------- | -- |
| weitere Bilder Fotos hochladen          | Kirche      | Zumroda (Karte) |           | Kirche mit Friedhof und Friedhofsmauer |    |
| Direkt Bild zu diesem Denkmal hochladen | Vierseithof | Zumroda 10      |           |                                        |    |

## Zürchau
| Bild                                    | Bezeichnung | Lage            | Datierung | Beschreibung                                                   | ID |
| --------------------------------------- | ----------- | --------------- | --------- | -------------------------------------------------------------- | -- |
| weitere Bilder Fotos hochladen          | Kirche      | Zürchau (Karte) | 1499      | St.-Nikolaus-Kirche mit Ausstattung, Kirchhof und Einfriedung  |    |
| Direkt Bild zu diesem Denkmal hochladen | Wassermühle | Zürchau 1       |           | Mühle mit Ausstattung und Mühlgraben                           |    |
| Direkt Bild zu diesem Denkmal hochladen | Wohnhaus    | Zürchau 37      |           | Fachwerkhaus mit Nebengelass                                   |    |
| Direkt Bild zu diesem Denkmal hochladen | Pfarrhof    | Zürchau 38      |           | Pfarrhaus mit Innenausstattung und Nebengebäude mit Laubengang |    |

## Ehemalige Denkmale
| Bild                                    | Bezeichnung                   | Lage                     | Datierung | Beschreibung                                                                                                 | ID |
| --------------------------------------- | ----------------------------- | ------------------------ | --------- | --- | -- |
| Direkt Bild zu diesem Denkmal hochladen | Flugplatz und Kasernengelände | Am Flughafen 1/2/3/5     |           | Schelter und Kaserne: Verwaltung/Tower, nördl. Flugzeughalle, Museum, südl. Flugzeughalle; teilweise Abbruch |    |
| Direkt Bild zu diesem Denkmal hochladen | Vierseithof                   | Gardschütz 2, Gardschütz |           | Abbruch Wirtschaftsgebäude 2000, Wohnhaus mit Bohlenstube in schlechtem baulichen Zustand                    |    |
| Direkt Bild zu diesem Denkmal hochladen | Fachwerkhaus                  | Podelwitz 4, Podelwitz   |           | Fachwerkhaus mit Nebengebäude, Abbruch 2008                                                                  |    |
| Direkt Bild zu diesem Denkmal hochladen | Gehöft                        | Taupadel 4, Taupadel     |           | Wohnhaus und Toranlage, Teilabbruch 2015                                                                     |    |
| Direkt Bild zu diesem Denkmal hochladen | Wohnhaus                      | Taupadel 26, Taupadel    |           | Abbruch |    |
| Direkt Bild zu diesem Denkmal hochladen | Kirche                        | Wilchwitz                |           | spätgotische Kirche, Abbruch 1974; Orgel in Oberndorf, Glocke in Kraschwitz                                  |    |
| Direkt Bild zu diesem Denkmal hochladen | Brücke                        | Zum Kornhaus, Gardschütz |           | Brücke über die Bahntrasse, 2014 abgebrochen, zuvor jahrelang gesperrt                                       |    |